# Эрскин, Томас Александр, 6-й граф Келли
Томас Александр Эрскин, 6-й граф Келли  (англ. Thomas Alexander Erskine, 6th Earl of Kellie; 1 сентября 1732 — 9 октября 1781) — шотландский дворянин, музыкант и композитор. С 1732 по 1756 год он носил титул учтивости — виконт Фентон и лорд Питтенвим.
Титулы: 6-й граф Келли (креация 1619 года), 6-й барон Эрскин из Дирлетоуна (креация 1604 года), 6-й виконт Фентон (креация 1619 года), 6-й лорд Дирлетоун (креация 1619 года) и 6-й виконт Фентон (креация 1606 года).

## Биография
Родился 1 сентября 1732 года в Эдинбурге . Старший сын Александра Эрскина, 5-го графа Келли (? — 1756), который был заключен в Эдинбургский замок за поддержку якобитов во время восстания 1745 года. Его мать, Джанет Питкэрн (1699—1775), была дочерью известного врача и поэта Арчибальда Питкэрна и Элизабет Стивенсон. Томас учился в Королевской средней школе, прежде чем уехать около 1752 года в Мангейм в Германии, чтобы учиться у чешского композитора старшего Яна Вацлава Антония Стамица. После смерти отца в 1756 году Александр вернулся в Шотландию как виртуозный скрипач и композитор, получив прозвище «Скрипач Тэм».
Он начал пропагандировать современный стиль Мангейма, ведущим представителем которого он стал широко признанным британским художником. Шесть из его трехчастных «Увертюр» (симфоний) были опубликованы в Эдинбурге в 1761 году. Джеймс Босуэлл занял пять гиней у Эрскина 20 октября 1762 года и 26 мая 1763 года отвез его в гости к лорду Эглинтону в Лондоне, где увертюра, написанная графом для популярной стилизации «The Maid of the Mill» (в Ковент-Гардене в 1765 году), стала исключительно популярной. В 1767 году граф вернулся в Шотландию, где он стал ведущей фигурой Эдинбургского музыкального общества, исполняя обязанности заместителя губернатора, и как талантливый скрипач руководил концертами в зале Святой Сесилии на Ниддри-стрит (ранее Ниддри-Уинд) в Эдинбурге.
Активный масон, он был избран четвертым Великим Мастером Великой Ложи Древних в Лондоне в 1760 году и прослужил в этой должности шесть лет. Он также был двадцать четвертым Великим Мастером Масоном Великой Ложи Шотландии с 1763 по 1765 год.
Его распутный образ жизни дошел до основания (только мужского) питейного клуба, и, как сообщается, драматург Сэмюэл Фут посоветовал Келли засунуть свой красный нос в теплицу, чтобы огурцы созрели! Он имел тенденцию сочинять на месте и рассеянно раздавать музыку, не задумываясь об этом. Его здоровье ухудшилось, и он посетил Спа, Бельгия, но по возвращении был «поражён паралитическим шоком», а во время остановки на несколько дней в Брюсселе заболел «гнилостной лихорадкой» и умер.

## Наследование
Его младший брат достопочтенный Арчибальд Эрскин (1736—1797), стал 7-м графом Келли, но умер неженатым, не оставив наследника. Титул достался троюродному брату 7-го графа Чарльзу Эрскину, 8-му графу Келли (1765—1799), чей отец, также названный Чарльзом Эрскином (1730—1790), был 6-м баронетом Камбо (одним из баронетов Эрскина) и сыном Дэвида Эрскина, который умер 7 октября 1769 года. Другим сыном Дэвида был Томас Эрскин, 9-й граф Келли (ок. 1745—1828). Когда 9-й граф умер в 1828 году, его брат Метвен Эрскин (ок. 1750—1829) стал 10-м графом Келли.

## Композиции
Эрскин написал увертюру к комической опере Айзека Бикерстаффа «Мельничиха», которая была поставлена в Королевском театре Ковент-Гарден в начале 1765 года.
До 1970-х годов считалось, что сохранилось лишь небольшое количество его произведений, хотя открытие в 1989 году двух рукописей, содержащих камерные произведения в замке Килравок, удвоило число его сохранившихся произведений — в частности, девять трио-сонат и девять струнных квартетов. Интерес к нему недавно возродился благодаря Джону Персеру и другим, и теперь выпущен компакт-диск с его произведениями.

### Список произведений
- Sinfonia a Quattro соль мажор
- Sinfonia a Quattro ре мажор
- Квартет до минор (I. Allegro, II. Andante, III. Allegro)
- Квартет ля мажор (I. Allegro molto, II. Adagio, III. Menuet)
- Менуэт
- Любимые минуты (1. Менуэт леди Бетти Стэнли)
- Увертюра до мажор, соч. 1,Нет. 2 (I.???, II. Андантино, III. Престо ассаи)
- Увертюра си-бемоль мажор «Мельничиха» — (I. Аллегро, II. Адажио ма нон троппо, III. Менуэт (Рондо)
- Периодическая увертюра № 16
- Периодическая увертюра № 17 ми-бемоль мажор (Andantino, Allegro con spirito, Presto) <В каком порядке?
- Смерть теперь мое единственное сокровище
- Послание Любовника
- Катушка лорда Келли
- Трио-соната № 5 ми мажор (I. Andante con espressione, II. Minuetto)
- Трио-соната № 6 соль мажор (I. Andantino, II. Tempo di Minuetto)

## Репутация
Его репутация была хорошо представлена в некрологах в Scots Magazine и Gentleman’s Magazine, хотя эти два журнала не могут прийти к единому мнению о дне его смерти. Gentleman’s Magazine описал его следующим образом: «один из лучших музыкальных композиторов эпохи, и почитаемый знатоками как первый человек со вкусом в музыкальной области среди всех британских подданных… Он любил свою бутылку, но был достойной социальной личностью».